# Überwald
Überwald je země na Zeměploše v knihách Terryho Pratchetta.
Je to podivná, stará země, odloučená od ostatních zemí nejen proto, že je tak stará a rozlehlá, ale i také proto, že větší část obyvatel tvoří upíři, vlkodlaci a trpaslíci. Lidé jsou zde v menšině.
Je to také důležitá země, se kterou chtějí být všichni zadobře, protože se zde nacházejí naleziště loje, tuku a stříbra, jehož těžba ale byla z nepochopitelných důvodů zastavena a až králem Zlotassonem znovu obnovena.
Je to země starých zvyků mimo jiné i proto, že její obyvatelé jsou téměř nesmrtelní (dlouhověcí). Objevuje se v knize: Úžasný Mauric a jeho vzdělaní hlodavci, Pátý elefant a existuje o něm zmínka také v knihách Carpe Jugulum, Zloděj času a Muži ve zbrani.